# قصر الأسقف (أسترقة)

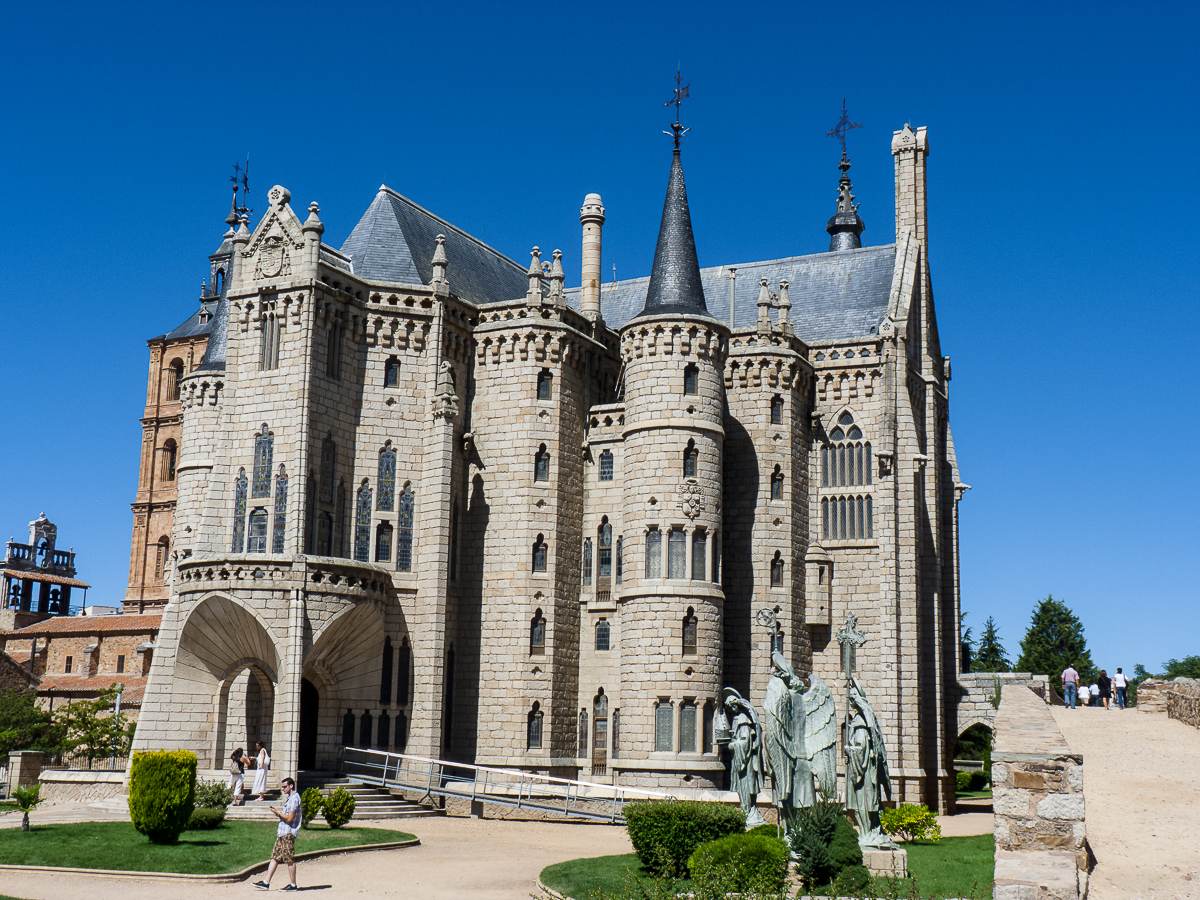
قصر الأسقف في أسترقة.

قصر الأسقف في أسترقة هو عبارة عن مبنى من أعمال المهندس المعماري الكاتالونية أنطونيو غاودي. بني القصر بين السنوات 1889 و1913. وصمم على الطراز التشيكي، وهو واحد من بين ثلاثة مبان فقط من أعمال غاودي الموجودة خارج كاتالونيا. كان القصر مقر الأسقفية الرومانية الكاثوليكية في مدينة أسترقة في إسبانيا.